# San Juan del Monte
San Juan del Monte – gmina w Hiszpanii, w prowincji Burgos, w Kastylii i León, o powierzchni 26,5 km². W 2011 roku gmina liczyła 156 mieszkańców.